# Microschmidtia chelazii
Microschmidtia chelazii is een rechtvleugelig insect uit de familie Euschmidtiidae. De wetenschappelijke naam van deze soort is voor het eerst geldig gepubliceerd in 1985 door Baccetti.